# BOEL-provet
BOEL-provet (blicken orienterar efter ljudet) är ett prov på barn i 7–9-månadersåldern för att diagnostisera hörselskador. Det har använts på svenska barnavårdscentraler sedan 1970-talet, men efter kritik har det numera ersatts av andra typer av hörselprov.

## Metod
BOEL-provet utförs på barn i 7 till 9 månaders ålder, som ett sätt att upptäcka hörselskador.
Barnet och undersökaren har först ögonkontakt, och därefter pinglar man bland annat med en bjällra placerad 15 cm bakom barnet. Vid normal kommunikation vänder sig barnet mot ljudkällan. Förutom hörsel undersöker testet andra förmågor, som syn, social kontakt och viss psykomotorisk utveckling.
I den så kallade BOEL-låda ingår även en greppare, en snurra, två klockor och två bjällror. Testet kan, förutom hörselskador, bland annat fånga upp om barnet kan fästa blicken, ger kontaktleende, har symmetriska ögonrörelser (det vill säga inte skelar), kan sitta utan stöd, har stadiga huvudrörelser eller ger svarsljud. Det kan vara svårt att tolka och avläsa barnet, och Boelprovet kan vara ett tillfälle att på ett strukturerat sätt skapa sig en uppfattning om barnet och få ett samlad bild av barnets utvecklingsstadium.

## Historik

### Införande
Testet, som fick sitt namn efter den autistiska dottern till författaren Karin Stensland Junker, inkluderades i BVC-kontrollerna under 1970-talet. Testet är mycket beroende på undersökarens vana, skicklighet och erfarenhet. Det går inte att använda på nyfödda, vilket innebär att man "tappar" viktiga månader innan hörselnedsättningen diagnostiseras.

### Kritik och ersättning
Efter millennieskiftet framkom allvarlig kritik mot BOEL-provet. I en dansk utvärdering visade det sig att testet inte fångade upp något av barnen (6 av 2500) med allvarlig hörselnedsättning, medan den visade falskt utslag på 14 procent. Orsaken ska bland vara att en del mindre barn lättare tittar efter rörelser än att reagera på ljud.
Ett mer kostsamt alternativ till BOEL-provet är maskinell testning via otoakustisk emissioner (OAE) av nyfödda. Sådan testning genomfördes 2004 på nyfödda i bland annat Östergötlands läns landsting, och samma år använde sig häften av landstingen fortfarande av BOEL-provet.
Kritiken har inte stått oemotsagd. Boeltestet är inte enbart en hörselkontroll, utan snarare en kommunikationskontroll. Boeltestet kan upptäcka även andra störningar i det lilla barnets kommunikationsprocess med andra och anses kunna ge en indikation på exempelvis autism eller aspergers syndrom.
Däremot har kritiken mot metodens effektivitet lett till att BOEL-provet på senare fasats ut inom svensk barnavård. Den har därefter ersatts av ovannämnda OAE-tester.